# Мексикано-эмиратские отношения
Мексикано-эмиратские отношения — двусторонние дипломатические отношения между Мексикой и Объединёнными Арабскими Эмиратами (ОАЭ).

## История
Мексика и Объединённые Арабские Эмираты установили дипломатические отношения 12 сентября 1975 года. В течение первых трех десятилетий с момента установления отношений интересы Мексики в ОАЭ были представлены через посольство в ливанском городе Бейруте, а интересы ОАЭ были представлены Мексике через посольство в Вашингтоне (США). В 2008 году Мексика открыла генеральное консульство в Дубае для развития торгово-культурного сотрудничества между двумя странами. В 2010 году ОАЭ открыли посольство в Мехико, а Мексика открыла посольство в Абу-Даби в 2012 году, закрыв своё генеральное консульство в Дубае.
После открытия посольств двусторонние отношения стали развиваться, активировалось международное сотрудничество, стали проходить культурные мероприятия, увеличился товарооборот и количество визитов на высшем уровне. Министры иностранных дел обеих стран неоднократно посещали столицы друг друга и подписали несколько двусторонних соглашений, включая развитие сотрудничества в энергетическом секторе. В 2012 году Мексика и ОАЭ подписали соглашение об избежании двойного налогообложения доходов и в настоящее время ведут переговоры о том, чтобы убрать визовые требования к владельцам дипломатических и официальных паспортов государственных чиновников обеих стран. В 2012 году в ОАЭ проживало более 3000 мексиканских граждан, которые трудились в основном в энергетическом секторе, а более 50 000 мексиканских граждан ежегодно посещают страну в качестве туристов.
В апреле 2014 года вице-президент и премьер-министр ОАЭ Мохаммед ибн Рашид Аль Мактум посетил с официальным визитом Мексику, что стало первым в истории визитом высшего эмиратского должностного лица в эту страну. В январе 2016 года президент Мексики Энрике Пенья Ньето посетил ОАЭ с официальным визитом, в ходе которого стороны подписали 13 соглашений и меморандумов.

## Торговля
С 2005 по 2013 год объём товарооборота между странами увеличился более чем на 40 %. В 2017 году двусторонняя торговля между двумя странами составила сумму 715 млн. долларов США. ОАЭ является третьим крупнейшим торговым партнером Мексики на Ближнем Востоке. Экспорт Мексики в ОАЭ: золото, транспортные средства и холодильники. Экспорт ОАЭ в Мексику: алюминиевый сплав и горнодобывающее оборудование. Мексиканские транснациональные компании Best Ground, Cemex и KidZania представлены в ОАЭ.

## Дипломатические представительства
- Мексика имеет посольство в Абу-Даби[13] и торговое представительство в Дубае[14].
- У ОАЭ имеется посольство в Мехико[15].